# Нагорное (Ровненская область)
Нагорное (укр. Нагірне) — село в Варковичской сельской общине Дубенского района Ровненской области Украины.
Население по переписи 2001 года составляло 224 человека. Почтовый индекс — 35614. Телефонный код — 3656. Код КОАТУУ — 5621684707.

## История
В 1946 г. Указом Президиума ВС УССР село Ульбаров Первый переименовано в Нагорное.